# Composers Club
Der CC Composers Club e. V. ist der Berufsverband für Auftragskomponisten in Deutschland. Der Verein informiert über neue Entwicklungen und rechtliche Veränderungen sowie Neuigkeiten von der GEMA; aktuelle Vorgänge rund um den Bereich Film, Funk, Fernsehen usw. werden in monatlichen Newslettern veröffentlicht. Der Verein vertritt die Interessen seiner Mitglieder gegenüber der GEMA und dem Gesetzgeber. Als Gründungsmitglied der europaweiten Vereinigung FFACE (Federation of Film and Audiovisual Composers in Europe) sorgt der CC für Erfahrungsaustausch, Wissens-, Erkenntnis- und Energiebündelung auf EU-Ebene.

## Geschichte
Der Verein wurde im Jahr 1989 als „CCC Commercial Composers Club e.V.“ in Hamburg gegründet mit der Zielsetzung, eine Lobby für Komponisten der Werbemusik zu schaffen. Bald kamen Mitglieder aus allen Bereichen der Auftragskomposition, also auch Film, Fernsehen, Hörfunk, Theater dazu, sie rekrutierten sich aus allen musikalischen Sparten, vom Jazz bis hin zu den unterschiedlichsten zeitgenössischen Ausdrucksformen, denn es zeigte sich, dass Auftragskomponisten im Allgemeinen spezielle Interessen haben, die sie gern durch einen Berufsverband vertreten lassen wollten. 1999 wurde aus dem „CCC“ der „CC Composers Club e.V.“, um dem breiteren Aufgabenfeld Rechnung zu tragen; so wurden beispielsweise AGB oder Honorarrichtlinien erarbeitet. In Mitglieder-Mailinglisten und einem Forum wird die Möglichkeit zum Erfahrungs- und Gedankenaustausch geboten. Hier werden u. a. auch Fragen rund um die GEMA, GVL, Künstlersozialkasse und die Vertragsgestaltung mit Verwertern erörtert.
Der CC ist Mitglied im Deutschen Musikrat und Gründungsmitglied des Europäischen Verbandes FFACE (Federation of Film and Audiovisual Composers in Europe) sowie der ECSA (European Composer and Songwriter Alliance).

## Aufgaben
Als Interessenvertreter seiner Mitglieder hat der CC vier Aufgabenschwerpunkte:
- Schutz und Wahrung der Rechte

Auftragskomponisten sehen sich häufig mit Problemen konfrontiert, denen sie allein nur schwer begegnen können. Die Zwangsinverlagnahme (kurz ZIV) ihrer Werke durch sender- oder produktionseigene Verlage, Ghostwriting, Forderungen nach kostenloser Erstellung von Layouts sind nur einige davon. Hier ist der CC aktiv tätig bei der Aufdeckung solcher Geschäftspraktiken; er verhandelt, um faire Bedingungen für seine Mitglieder zu schaffen. Hier wurden bereits Teilerfolge erzielt, insbesondere im Bereich der ZIV.
Aber auch im Zusammenspiel Komponist und GEMA haben die Mitglieder starke Vertreter, die ihnen helfen, berechtigte Interessen durchzusetzen.
- Öffentlichkeitsarbeit

Der Wert der Musik im Film, Hörspiel, Theater, Serie, Werbung ist unschätzbar. Dennoch wird er in der Öffentlichkeit selten bewusst wahrgenommen. Durch verschiedene Veranstaltungen, z. B. im Rahmen von Filmfestspielen oder Medien-Kongressen, wird auf die Bedeutung der Musik zum Bild und auf die Kunst, durch Komposition Emotionen zu wecken, aufmerksam gemacht.
Auch werden angehende und jungen Komponisten nach Möglichkeit umfassend zum Berufsbild des Auftragskomponisten und den damit verbundenen Schwierigkeiten und geschäftlichen Gefahren informiert.
- Europäisches Recht

Als Gründungsmitglied der FFACE (Federation of Film and Audiovisual Composers in Europe), des europäischen Verbandes der Auftragskomponisten, ist der CC auch Mitglied des europäischen Dachverbands ECSA (European Composer and Songwriter Alliance). Dieser vertritt alle Komponisten im Bereich der Europäischen Union und hat seinen Sitz in Brüssel. Hier wird aktive Lobby-Arbeit im Interesse der Urheber gegenüber dem Gesetzgeber, der Europa-Kommission, betrieben.
- Service für Mitglieder

Monatlich, bei Bedarf öfter, werden die Mitglieder von neuen Entwicklungen und aktuellen Geschehnissen mittels Newsletter in Kenntnis gesetzt.
Vierteljährlich erscheint das Online-Magazin „CC illustrated“, in dem auch zusätzliche Informationen von allgemeinem Interesse angeboten werden.
Zweimal jährlich werden regionale Mitgliedertreffen in den sechs Sektionen Berlin, Frankfurt, Hamburg, Köln/Düsseldorf, München und Stuttgart organisiert.
Einmal jährlich, jeweils am Vorabend der GEMA-Mitgliederversammlung, findet die bundesweite Jahres-Mitgliederversammlung statt.
Zum Erfahrungs- und Meinungsaustausch bietet der CC zwei Mailinglisten und ein Website-Forum an.
Für die Recherche zurückliegender Sendedaten hat der CC mit verschiedenen Anbietern Sonderkonditionen für seine Mitglieder ausgehandelt.
Überdies stehen jederzeit kompetente Ansprechpartner für Fragen der Mitglieder bereit.